# 道森 (內布拉斯加州)
道森（英語：Dawson）是位於美國內布拉斯加州理查森縣的村。

## 人口
根據2020年美國人口普查的數據，道森的面積為0.55平方千米，皆為陸地。當地共有人口148人，而人口密度為每平方千米269人。